# Worms 2: Armageddon
Worms 2: Armageddon es un videojuego de estrategia por turnos desarrollado por Team17 y parte de la serie Worms, lanzado el 1 de julio de 2009 en Xbox Live Arcade. Una versión ampliada de este juego titulado Worms Reloaded, fue lanzado para el PC el 26 de agosto de 2010. Fue lanzado para PlayStation 3 el 8 de septiembre de 2010, para Europa, y el 13 de septiembre de 2010, para Norteamérica.
Es la secuela del juego Worms en Xbox 360 y PlayStation 3, lanzado en 2007. La secuela tiene varias nuevas características y modos, así como las armas de regreso populares de los juegos anteriores en la serie Worms. También tiene un modo de la campaña del solo-jugador del todo-nuevo con 35 misiones.
Para la versión para PC de este juego, vea: Worms: Reloaded. No hay que confundirlo con el juego de PC Worms 2 de 1997, ni con el Worms Armageddon de 1999.

## Gameplay

### Modos para un solo jugador
- Campaña de un jugador con 30 misiones, de dificultad progresiva, y 5 misiones adicionales, que se pueden comprar en la tienda .
- Modo de entrenamiento que incluye tutoriales sobre apuntar armas y navegar por los jugadores. También incluye rangos de tiro en los que todas las armas están disponibles para el jugador para apuntar la práctica, y puede desovar libremente gusanos enemigos o blancos en el nivel de fuego.

## Multijugador
- Seis estilos de juego están disponibles para los juegos de Xbox LIVE / PlayStation Network y Local Multiplayer: Principiante, Standard, Pro, Fort, Rope Racing y Crazy Crates, con Rope Racing sólo se puede jugar en partidos de jugador y privados.
- Los partidos clasificados sólo se pueden jugar con dos jugadores, mientras que los partidos de jugador y privado apoyan a 4 jugadores.
- Local Match que admite partidas sin conexión de cuatro jugadores.

## Tienda
La tienda tiene artículos tales como sombreros nuevos, lápidas, paisajes, armas y misiones se pueden comprar con el oro ganado de completar las misiones de campaña de un solo jugador.

## Actualizaciones
Una actualización fue lanzada en julio de 2010 llamado "Worms 2: Armageddon Battlepack". Cuenta con 6 nuevas armas, 10 nuevos fuertes, 30 todos los nuevos deathmatches solo jugador y el modo de conteo de cuerpo, nuevos estilos de juego y paisajes. El paquete de batalla también está en la PS3. Se ha producido un error con la versión PS3 del paquete de batalla, reduciendo gravemente la cantidad de paisajes del paquete de mapas, pero este error se ha solucionado y solucionado. El paquete de batalla fue lanzado en la App Store el 29 de noviembre de 2010. Hay otras actualizaciones disponibles como Mayhem Pack, Pack Retro, Forts Pack, Pack Puzzle, Time Attack Pack, Todos con nuevos paisajes, Sombreros y Voces para personalizar su equipo.

## Contenido exclusivo de PS3
La versión PlayStation 3 tiene sombreros exclusivos para que Worms lleven en el juego, que incluyen un casco de MotorStorm, una máscara Helghast (de Killzone), un Sackboy, un Lemming y una peluca Buzz.

## Contenido exclusivo de iOS
La versión de iPhone/iPad también tiene sombreros de gusano específicos de la plataforma, todos temáticos alrededor de Angry Birds. El pájaro rojo, el pájaro amarillo, el pájaro negro, el pájaro blanco, el cerdo del bigote y el cerdo del rey componen los sombreros.
Recepción
La reacción de los críticos al juego ha sido generalmente positiva. Al 17 de agosto de 2010, tiene una puntuación de 84% en Metacritic , basado en 23 revisiones . [4] IGN le dio una puntuación de 8,5 / 10, concluyendo: "Este es uno de los juegos más divertidos multijugador alrededor, y ahora la campaña para un solo jugador proporciona una experiencia satisfactoria, también.